# Ministri degli affari esteri della Lettonia
Il presente elenco raccoglie tutti i nomi dei titolari del ministero degli affari esteri della Lettonia, dalla nascita della Repubblica indipendente nel 1918. 

## Lista

### Repubblica di Lettonia (1919-1940)
| Ministro                    | Ministro         | Ministro                             | Partito                                                                 | Governo                                 | Mandato          | Mandato          |
| Ministro                    | Ministro         | Ministro                             | Partito                                                                 | Governo                                 | Inizio           | Fine             |
| --------------------------- | ---------------- | ------------------------------------ | ----------------------------------------------------------------------- | --------------------------------------- | ---------------- | ---------------- |
| Affari esteri               |                  |                                      |                                                                         |                                         |                  |                  |
|                             |                  | Zigfrīds Anna Meierovics (1887-1925) | Unione degli Agricoltori della Lettonia                                 | Primo governo provvisorio               | 19 novembre 1918 | 14 luglio 1919   |
| Secondo governo provvisorio | 14 luglio 1919   | Zigfrīds Anna Meierovics (1887-1925) | Unione degli Agricoltori della Lettonia                                 | 9 dicembre 1919                         |                  |                  |
| Terzo governo provvisorio   | 9 dicembre 1919  | Zigfrīds Anna Meierovics (1887-1925) | Unione degli Agricoltori della Lettonia                                 | 20 giugno 1920                          |                  |                  |
| Ulmanis I                   | 20 giugno 1920   | Zigfrīds Anna Meierovics (1887-1925) | Unione degli Agricoltori della Lettonia                                 | 19 giugno 1921                          |                  |                  |
| Meierovics I                | 19 giugno 1921   | Zigfrīds Anna Meierovics (1887-1925) | Unione degli Agricoltori della Lettonia                                 | 20 luglio 1922                          |                  |                  |
| Meierovics II               | 20 luglio 1922   | Zigfrīds Anna Meierovics (1887-1925) | Unione degli Agricoltori della Lettonia                                 | 27 gennaio 1923                         |                  |                  |
| Pauluks                     | 27 gennaio 1923  | Zigfrīds Anna Meierovics (1887-1925) | Unione degli Agricoltori della Lettonia                                 | 28 giugno 1923                          |                  |                  |
| Meierovics III              | 28 giugno 1923   | Zigfrīds Anna Meierovics (1887-1925) | Unione degli Agricoltori della Lettonia                                 | 25 gennaio 1924                         |                  |                  |
|                             |                  | Ludvigs Sēja (1885-1962)             | Indipendente                                                            | Zāmuels                                 | 25 gennaio 1924  | 19 dicembre 1924 |
|                             |                  | Zigfrīds Anna Meierovics (1887-1925) | Unione degli Agricoltori della Lettonia                                 | Celmiņš I                               | 19 dicembre 1924 | 23 agosto 1925   |
|                             |                  | Hugo Celmiņš (1877-1941)             | Unione degli Agricoltori della Lettonia                                 | Celmiņš I                               | 23 agosto 1925   | 24 dicembre 1925 |
|                             |                  | Hermanis Albats (1879-1942)          | Indipendente                                                            | Ulmanis II                              | 24 dicembre 1925 | 7 maggio 1926    |
|                             |                  | Kārlis Ulmanis (1877-1942)           | Unione degli Agricoltori della Lettonia                                 | Alberings                               | 7 maggio 1926    | 19 dicembre 1926 |
|                             |                  | Fēlikss Cielēns (1888-1964)          | Partito Socialdemocratico dei Lavoratori di Lettonia                    | Skujenieks I                            | 19 dicembre 1926 | 24 gennaio 1928  |
|                             |                  | Antons Balodis (1880-1942)           | Indipendente                                                            | Juraševskis                             | 24 gennaio 1928  | 1º dicembre 1928 |
| Celmiņš II                  | 1º dicembre 1928 | Antons Balodis (1880-1942)           | Indipendente                                                            | 5 febbraio 1930                         |                  |                  |
| Celmiņš II                  |                  |                                      | Hugo Celmiņš (1877-1941)                                                | Unione degli Agricoltori della Lettonia | 5 febbraio 1930  | 27 marzo 1931    |
|                             |                  | Kārlis Ulmanis (1877-1942)           | Unione degli Agricoltori della Lettonia                                 | Ulmanis III                             | 27 marzo 1931    | 6 dicembre 1931  |
|                             |                  | Kārlis Reinholds Zariņš (1879-1963)  | Indipendente                                                            | Skujenieks II                           | 6 dicembre 1931  | 24 marzo 1933    |
|                             |                  | Voldemārs Salnais (1886-1948)        | Unione Progressista                                                     | Bļodnieks                               | 24 marzo 1933    | 17 marzo 1934    |
|                             |                  | Kārlis Ulmanis (1877-1942)           | Unione degli Agricoltori della Lettonia (1934) Indipendente (1934-1940) | Ulmanis IV                              | 17 marzo 1934    | 16 maggio 1934   |
|                             | Ulmanis V        | Kārlis Ulmanis (1877-1942)           | Unione degli Agricoltori della Lettonia (1934) Indipendente (1934-1940) | 16 maggio 1934                          | 18 aprile 1936   |                  |
|                             | Ulmanis V        |                                      | Ludvigs Ēķis (1892-1943)                                                | Indipendente                            | 18 aprile 1936   | 13 luglio 1936   |
|                             | Ulmanis V        |                                      | Vilhelms Munters (1898-1967)                                            | Indipendente                            | 13 luglio 1936   | 20 giugno 1940   |

### Repubblica di Lettonia (1990-presente)
| Ministro      | Ministro          | Ministro                            | Partito                                                                     | Governo                          | Mandato          | Mandato           |
| Ministro      | Ministro          | Ministro                            | Partito                                                                     | Governo                          | Inizio           | Fine              |
| ------------- | ----------------- | ----------------------------------- | --------------------------------------------------------------------------- | -------------------------------- | ---------------- | ----------------- |
| Affari esteri |                   |                                     |                                                                             |                                  |                  |                   |
|               |                   | Jānis Jurkāns (1946)                | Fronte Popolare Lettone                                                     | Godmanis I                       | 22 maggio 1990   | 19 novembre 1991  |
| Godmanis II   | 19 novembre 1991  | Jānis Jurkāns (1946)                | Fronte Popolare Lettone                                                     | 10 novembre 1992                 |                  |                   |
| Godmanis II   |                   |                                     | Georgs Andrejevs (1932-2022)                                                | Via Lettone                      | 10 novembre 1992 | 3 agosto 1993     |
| Birkava       | 3 agosto 1993     | 7 giugno 1994                       | Georgs Andrejevs (1932-2022)                                                | Via Lettone                      |                  |                   |
| Birkava       |                   |                                     | Valdis Birkavs (1942)                                                       | Via Lettone                      | 7 giugno 1994    | 19 settembre 1994 |
| Gailis        | 19 settembre 1994 | 21 dicembre 1995                    | Valdis Birkavs (1942)                                                       | Via Lettone                      |                  |                   |
| Šķēle I       | 21 dicembre 1995  | 13 febbraio 1997                    | Valdis Birkavs (1942)                                                       | Via Lettone                      |                  |                   |
| Šķēle II      | 13 febbraio 1997  | 7 agosto 1997                       | Valdis Birkavs (1942)                                                       | Via Lettone                      |                  |                   |
| Krasts        | 7 agosto 1997     | 26 novembre 1998                    | Valdis Birkavs (1942)                                                       | Via Lettone                      |                  |                   |
| Kristopans    | 26 novembre 1998  | 16 luglio 1999                      | Valdis Birkavs (1942)                                                       | Via Lettone                      |                  |                   |
|               |                   | Indulis Bērziņš (1957)              | Via Lettone                                                                 | Šķēle III                        | 16 luglio 1999   | 5 maggio 2000     |
| Bērziņš       | 5 maggio 2000     | Indulis Bērziņš (1957)              | Via Lettone                                                                 | 7 novembre 2002                  |                  |                   |
|               |                   | Sandra Kalniete (1952)              | Indipendente                                                                | Repše                            | 7 novembre 2002  | 9 marzo 2004      |
|               |                   | Rihards Pīks (1941)                 | Partito Popolare                                                            | Emsis                            | 9 marzo 2004     | 19 luglio 2004    |
|               |                   | Helēna Demakova (ad interim) (1959) | Partito Popolare                                                            | Emsis                            | 20 luglio 2004   | 21 luglio 2004    |
|               |                   | Artis Pabriks (1966)                | Partito Popolare                                                            | Emsis                            | 21 luglio 2004   | 2 dicembre 2004   |
| Kalvītis I    | 2 dicembre 2004   | Artis Pabriks (1966)                | Partito Popolare                                                            | 7 novembre 2006                  |                  |                   |
| Kalvītis II   | 7 novembre 2006   | Artis Pabriks (1966)                | Partito Popolare                                                            | 29 ottobre 2007                  |                  |                   |
| Kalvītis II   |                   |                                     | Helēna Demakova (ad interim) (1959)                                         | Partito Popolare                 | 29 ottobre 2007  | 8 novembre 2007   |
| Kalvītis II   |                   |                                     | Māris Riekstiņš (1963)                                                      | Partito Popolare                 | 8 novembre 2007  | 20 dicembre 2007  |
| Godmanis III  | 20 dicembre 2007  | 12 marzo 2009                       | Māris Riekstiņš (1963)                                                      | Partito Popolare                 |                  |                   |
| Dombrovskis I | 12 marzo 2009     | 29 aprile 2010                      | Māris Riekstiņš (1963)                                                      | Partito Popolare                 |                  |                   |
| Dombrovskis I |                   |                                     | Aivis Ronis (1968)                                                          | Indipendente                     | 29 aprile 2010   | 3 novembre 2010   |
|               |                   | Ģirts Valdis Kristovskis (1962)     | Unità                                                                       | Dombrovskis II                   | 3 novembre 2010  | 25 ottobre 2011   |
|               |                   | Edgars Rinkēvičs (1973)             | Via Lettone (2011-2012) Partito della Riforma (2012-2014) Unità (2014-2023) | Dombrovskis III                  | 25 ottobre 2011  | 22 gennaio 2014   |
|               | Straujuma I       | Edgars Rinkēvičs (1973)             | Via Lettone (2011-2012) Partito della Riforma (2012-2014) Unità (2014-2023) | 22 gennaio 2014                  | 5 novembre 2014  |                   |
|               | Straujuma II      | Edgars Rinkēvičs (1973)             | Via Lettone (2011-2012) Partito della Riforma (2012-2014) Unità (2014-2023) | 5 novembre 2014                  | 11 febbraio 2016 |                   |
| Kučinskis     | 11 febbraio 2016  | Edgars Rinkēvičs (1973)             | Via Lettone (2011-2012) Partito della Riforma (2012-2014) Unità (2014-2023) | 23 gennaio 2019                  |                  |                   |
| Kariņš I      | 23 gennaio 2019   | Edgars Rinkēvičs (1973)             | Via Lettone (2011-2012) Partito della Riforma (2012-2014) Unità (2014-2023) | 14 dicembre 2022                 |                  |                   |
| Kariņš II     | 14 dicembre 2022  | Edgars Rinkēvičs (1973)             | Via Lettone (2011-2012) Partito della Riforma (2012-2014) Unità (2014-2023) | 8 luglio 2023                    |                  |                   |
| Kariņš II     |                   |                                     | Arturs Krišjānis Kariņš (1964)                                              | Unità                            | 8 luglio 2023    | 15 settembre 2023 |
| Siliņa        | 15 settembre 2023 | 11 aprile 2024                      | Arturs Krišjānis Kariņš (1964)                                              | Unità                            |                  |                   |
| Siliņa        |                   |                                     | Evika Siliņa (1975)                                                         | Unità                            | 11 aprile 2024   | 19 aprile 2024    |
| Siliņa        |                   |                                     | Baiba Braže (1966)                                                          | Indipendente (2024) Unità (2024) | 19 aprile 2024   | in carica         |
| Siliņa        |                   |                                     | Baiba Braže (1966)                                                          | Indipendente (2024) Unità (2024) | 19 aprile 2024   | in carica         |

### Esplicative
1. ↑  Ricopre anche la carica di Ministro presidente dal 19 giugno 1921 al 27 gennaio 1923 e dal 28 giugno 1923.
2. 1 2 3 4 5 6  Ricopre anche la carica di Ministro presidente.
3. 1 2 3  Con il colpo di Stato del 1934, tutti i partiti politici furono messi al bando, fino all'occupazione nazista del 1940.
4. ↑  Ad interim fino al 19 settembre 1994, ricopre anche la carica di Ministro presidente fino alla medesima data.
5. ↑  Ricopre anche la carica di Ministro della cultura.
6. 1 2 3 4  Parte della coalizione Nuova Unità dal 2018.
7. ↑  Ad interim fino al 15 settembre 2023, ricopre anche la carica di Ministro presidente fino alla medesima data.